# Oxybia
Oxybia is een geslacht van vlinders van de familie snuitmotten (Pyralidae), uit de onderfamilie Phycitinae.

## Soorten
- O. bituminella Millière, 1873
- O. transversella (Duponchel, 1836)